# Alegoria Zazdrości jadącej na Śmierci
Alegoria zazdrości jadącej na śmierci – rysunek wykonany przez Leonarda da Vinci. Znajduje się w Christ Church College w Oksfordzie.
Rysunek jest owocem epidemii dżumy, której Leonardo był świadkiem w czasie pobytu w Mediolanie. Wówczas nasuwały mu się na myśl różne refleksje, których efektem były liczne alegorie.
Leonardo przedstawił Zazdrość, która jedzie na Śmierci, ukazanej jako szkielet. Zazdrość jest ukazana jako stara, chuda i pomarszczona kobieta z obwisłymi piersiami.
Jeżdżąca wierzchem kobieta ma zabarwienie erotyczne.